# Tāwhirimātea
Tāwhirimātea (auch Tāwhiri) ist in der Mythologie der Māori der Gott des Wetters, von Blitz und Donner, Wind, Wolken, und Sturm. Er ist ein direkter Sohn von Rangi und Papa, Vater Himmel und Mutter Erde.
Die Kinder von Rangi und Papa lebten in Dunkelheit auf engem Raum zwischen Himmel und Erde, weil ihre Eltern, Himmel und Erde, in ewiger Liebe eng umschlungen waren. Tāwhirimātea war dagegen, die Eltern zu trennen.
In seinem Zorn auf seine Brüder, die das göttliche Elternpaar Rangi und Papa letztlich doch getrennt hatten, zerstörte er die Wälder des Waldgotts Tāne, vertrieb Tangaroa und dessen Nachkommen ins Meer, verfolgte Rongo und Haumia-tiketike, die Götter der  Nahrung, bis diese im Schoß der Mutter Erde Zuflucht fanden und wurzelten. Tāwhirimātea fand nur in seinem Bruder Tūmatauenga einen ebenbürtigen Gegner, den er nicht besiegen konnte.
Für den Kampf gegen seine Brüder versammelte Tāwhirimātea eine Armee um sich, bestehend aus seinen Kindern, Winden und Wolken verschiedenster Art, Apū-hau und andere, einschließlich Apū-matangi, Ao-nui, Ao-roa, Ao-pōuri, Ao-pōtango, Ao-whētuma, Ao-whekere, Ao-kāhiwahiwa, Ao-kānapanapa, Ao-pākinakina, Ao-pakarea, and Ao-tākawe. Grey übersetzt diese Namen mit 'heftige Sturmböe, Wirbelwind, dichte Wolken, massive Wolken, finstere dichte Wolken, furchterregende Wolken, Wolken, die einen Hurrican ankündigen, schwarze Wolken, Wolken, die rotes Licht reflektieren, Wolken, die aus allen Ecken hereinbrechen, Gewitterwolken und sehr schnell ziehende Wolken'.
Andere Kinder von Tāwhirimātea sind verschiedenste Arten von Regen, Dunst und Nebel. Tāwhirimāteas Angriffe führten zu schrecklichen Fluten und Überschwemmungen. Die Namen dieser Kinder sind beispielsweise Ua-nui (schrecklicher Regen), Ua-roa (lang anhaltender Regen), Ua-whatu (schreckliche Hagelstürme), und Ua-nganga (Schneeregen), danach kämpften Hau-maringi (Dunst), Hau-marotoroto (schwerer Tau), und Tōmairangi (leichter Nebel). Tregear erwähnt zudem Hau-maringiringi als die Personifizierung von Nebel.